# 2002

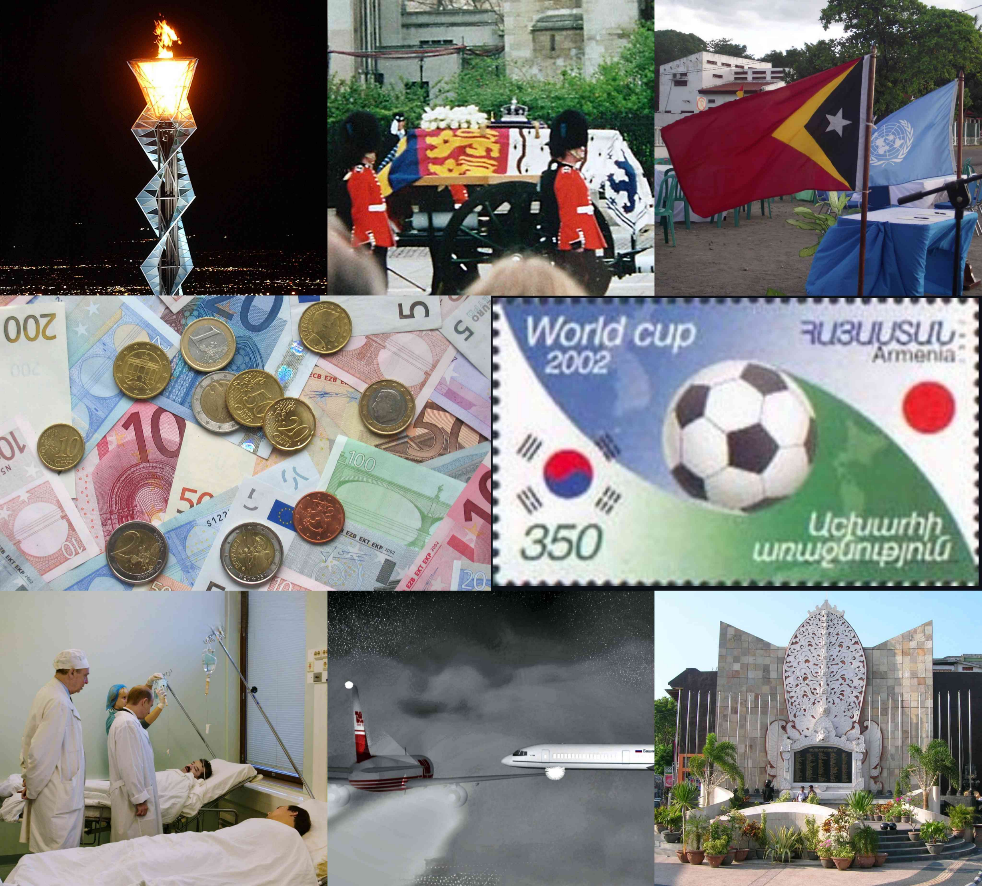
Desde la izquierda, en el sentido de las agujas del reloj:
• Los Juegos Olímpicos de Invierno de 2002 se llevan a cabo en Salt Lake City (Estados Unidos);
• muere la «reina madre» Isabel Bowes-Lyon;
• Timor Oriental se independiza de Indonesia y es admitido en las Naciones Unidas;
• un sello postal armenio muestra la Copa Mundial de la FIFA 2002, que se celebró en Corea del Sur y Japón;
• el Departamento de Seguridad Nacional se crea a raíz del 11 de septiembre de 2001 para contrarrestar más amenazas terroristas contra los Estados Unidos;
• la colisión aérea de Überlingen en 2002 mata a 71 personas;
• Los agentes del FBI investigan una escena del crimen con los ataques de francotiradores de DC;
• el euro se convierte en la moneda oficial de la Unión Europea.

2002 (MMII) fue un año común que comenzó en martes, y terminado en martes, según el calendario gregoriano. Fue también el número 2002 anno Dómini o de la designación de Era Cristiana, además del segundo del tercer milenio y del siglo XXI, y también el tercero de la década de los 2000.
- Fue designado Año Internacional del Ecoturismo por el Consejo Económico y Social de las Naciones Unidas.
- El Año del Caballo, según el horóscopo chino.

## Acontecimientos

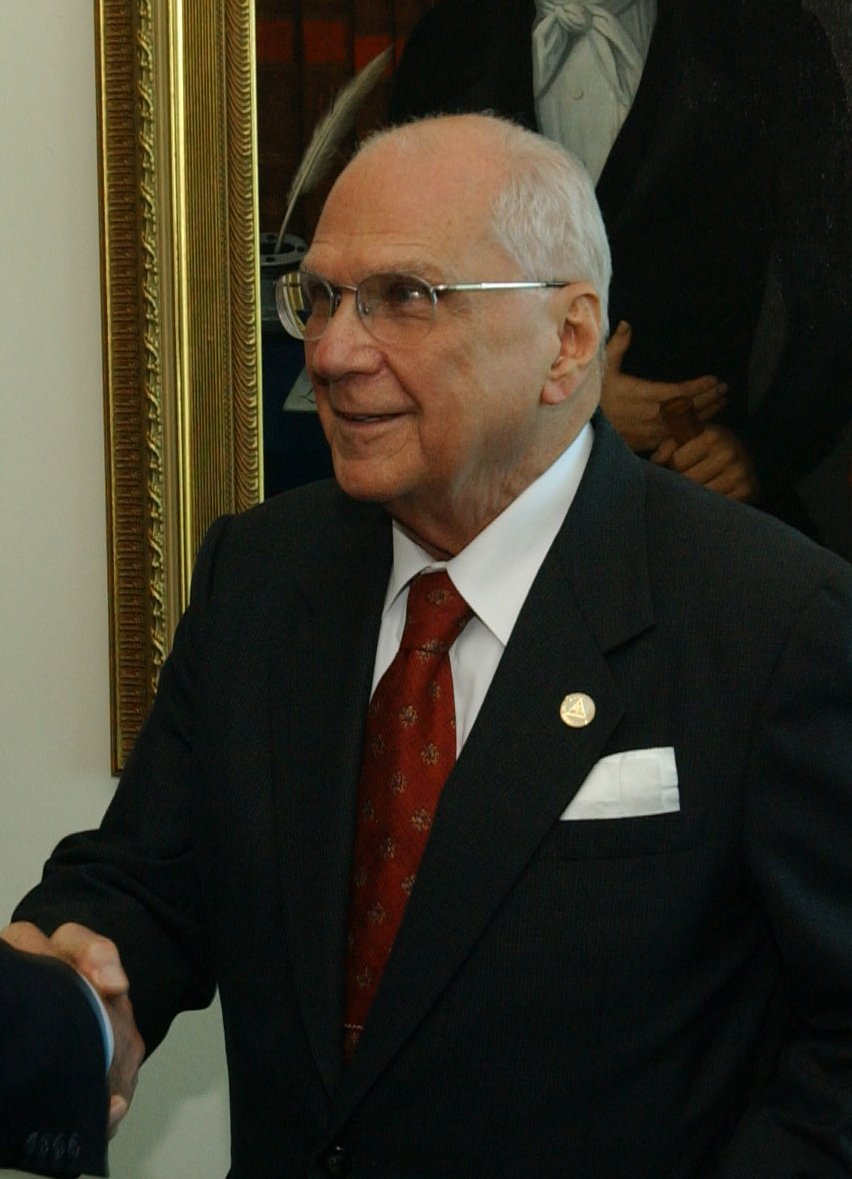
Enrique Bolaños Geyer

### Enero
- 1 de enero: en 12 de los 15 países de la Unión Europea se pone en circulación los billetes y monedas de euro.
- 1 de enero: en España se prohíbe por ley la venta de cualquier tipo de gasolina con plomo.

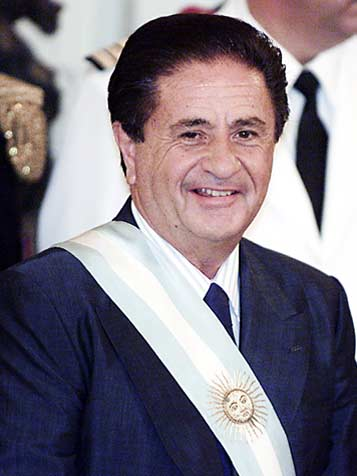
Eduardo Duhalde, presidente de Argentina.

- 1 de enero: en Argentina, Eduardo Duhalde es elegido como nuevo presidente provisional.
- 2 de enero: en Argentina, Eduardo Duhalde asume como presidente provisional en medio de una grave crisis económica.
- 3 de enero: un terremoto de 7,2 sacude Vanuatu provocando un tsunami.
- 5 de enero: la oveja Dolly (de apenas 5 años) padece artritis, lo que plantea dudas sobre los riesgos de la clonación.
- 6 de enero: en Argentina el presidente Duhalde devalúa el peso en un 40 %, Estableciendo así un nuevo tipo de régimen cambiario que rige en 1,40 pesos por cada dólar estadounidense, derogando así la Ley de Convertibilidad.
- 7 de enero: en Caracas (Venezuela), grupos de simpatizantes del presidente Hugo Chávez protestan frente al diario El Nacional por su línea editorial contra la Revolución Bolivariana.
- 8 de enero: las nuevas monedas de euro provocan alergias entre la población.
- 10 de enero: en Madrid, Jaime de Marichalar (esposo de la «infanta») abandona el hospital Gregorio Marañón, tras haber permanecido ingresado 20 días en el centro como consecuencia de un infarto cerebral.
- 10 de enero: en Nicaragua, el empresario Enrique Bolaños asume como presidente.
- 13 de enero: en el centro de Bilbao (España), la banda terrorista ETA hace explotar un coche bomba.
- 14 de enero: en las zonas cercanas a Sídney (Australia) un incendio que duró más de quince días todavía mantiene focos de fuego, y fue considerado por su intensidad uno de los que mayores daños ha causado.
- 15 de enero: la Wikipedia en español cumple un año.
- 17 de enero: en la República Democrática del Congo, la erupción del monte Nyiragongo desplaza a alrededor de 0.4 millones de personas.
- 20 de enero: Triple H gana el campeonato Royal Rumble, entrando en el número 22.
- 24 de enero: en Buenos Aires (Argentina), el club de fútbol San Lorenzo de Almagro logra su primera copa internacional, la Copa Mercosur 2001.
- 27 de enero: en Tegucigalpa (Honduras), Ricardo Maduro asume como presidente.
- 28 de enero: el vuelo 120 de TAME, un Boeing 727 que cubría la ruta Quito-Cali, con escala en Tulcán, se colisiona en el volcán Cumbal cuando estaba por aterrizar en el Aeropuerto Internacional Teniente Luis Mantilla (de Tulcán). Mueren los 87 pasajeros y 7 miembros de la tripulación.

### Febrero
- 1 de febrero: es asesinado el periodista estadounidense Daniel Pearl, quien había sido secuestrado el 23 de enero.
- 2 de febrero: Estados Unidos se proclama campeón de la Copa de Oro de la CONCACAF 2002.
- 2 de febrero: en España, la película Los otros, de Alejandro Amenábar, se convierte en la película triunfadora de los Premios Goya, con ocho estatuillas.
- 2 de febrero: en la iglesia Nieuwe Kerk en Ámsterdam (Países Bajos), el príncipe Guillermo Alejandro se casa con la argentina Máxima Zorreguieta. El padre de Máxima no es invitado, debido a su complicidad en la sangrienta dictadura militar argentina (1976-1983).
- 3 de febrero: en Turquía, un fuerte terremoto de 6,5 causa 44 muertos y más de 300 heridos.
- 4 de febrero: en España, el Ministerio de Educación y Ciencia anuncia que la reforma de la enseñanza secundaria incluirá la realización de un examen de secundaria para obtener el título de bachiller. Políticos, profesores y estudiantes manifiestan su rechazo a la recuperación de la reválida, desaparecida en España en 1970.
- 5 de febrero el Senado italiano aprueba un decreto ley para permitir el regreso a Italia de los descendientes del último rey del país, Umberto II, que tuvieron vetada su entrada durante 56 años.
- 5 de febrero: en Argentina, el presidente provisional Eduardo Duhalde anuncia elecciones generales para el 14 de septiembre de 2003.
- 5 de febrero: en España, el juez Baltasar Garzón decreta la ilicitud de Segi y Askatasuna por tratarse de estructuras que forman parte de la organización terrorista ETA y que realizan «la misma actividad delictiva que sus predecesoras Jarrai y Gestoras Pro Aministía».
- 6 de febrero: Alfredo Bryce Echenique, Orhan Pamuk y Christoph Hein ganan el premio italiano Grinzane Cavour 2002 de narrativa extranjera.
- 6 de febrero: en Londres (Reino Unido), la reina Isabel II celebra el 50.º aniversario de su llegada al trono.
- 6 de febrero: en la Clínica Universitaria de Navarra, un equipo médico realiza el primer implante de células madre en España para regenerar un corazón infartado.
- 8 de febrero: en España, el Consejo de Ministros del Gobierno aprueba el proyecto de la Ley de Servicios de la Sociedad de la Información y Comercio Electrónico (LSSI).
- 8 de febrero: en Argelia, el ejército argelino abate a Antar Zouabri, emir del GIA (Grupo Islámico Armado).
- 8 de febrero: en la ciudad de Salt Lake City (Estados Unidos) se inauguran los Juegos Olímpicos de Invierno
- 9 de febrero: en Écija (provincia de Sevilla), la Guardia Civil interviene 200 000 piezas de una colección arqueológica.
- 9 de febrero: en los Juegos Olímpicos de Salt Lake City, el esquiador alemán nacionalizado español, Johann Mühlegg, logra la medalla de oro en la prueba de 30 km de esquí de fondo.
- 9 de febrero: en Sevilla (España), la atleta palentina Marta Domínguez logra un nuevo récord nacional en 1500 m con una marca de 4 min 7,69 s.
- 9 de febrero: en el hospital Eduardo VII de Reino Unido (en Londres) fallece la princesa Margarita de Snowdon (hermana de la reina Isabel II).
- 13 de febrero: en Madrid (España) se inaugura la 21.ª edición de la Feria Internacional de Arte Contemporáneo, ARCO 2002.
- 13 de febrero: en España, Ana Botín asume la presidencia de Banesto, entidad integrada en el imperio financiero Santander (grupo financiero), controlado por su padre, Emilio Botín.
- 14 de febrero: en los Juegos Olímpicos de Salt Lake City, el esquiador alemán, nacionalizado español, Johann Mühlegg, logra la medalla de oro en la prueba de 20 kilómetros de persecución.
- 14 de febrero: San Vicente y las Granadinas reconoce a la República Árabe Saharaui Democrática (RASD).
- 15 de febrero: en el estado federado de Carintia, el político ultraderechista Jörg Haider anuncia su retirada de la política nacional, aunque mantiene su cargo como jefe del Gobierno local.
- 15 de febrero: en Rusia, la Duma pide al presidente Vladímir Putin el restablecimiento de la pena de muerte.
- 18 de febrero: en Europa comienza a cotizar el grupo europeo Arcelor, uno de los más importantes grupos siderúrgicos del mundo.
- 19 de febrero: la nave estadounidense Mars Odyssey de la NASA comienza a cartografiar la superficie de Marte.
- 20 de febrero: en Colombia, guerrilleros de las FARC secuestran un vuelo comercial, el cual es desviado hacia una carretera abandonada en el municipio del Hobo departamento del Huila, llevándose como rehén al presidente comisión de paz Jorge Gechem. En consecuencia, el presidente Andrés Pastrana da por terminado el proceso de paz con el grupo guerrillero, toda vez que ordena a las Fuerzas Militares y de Policía dar inicio a la retoma de la zona de distensión a partir de las 0:00 horas del día siguiente.
- 20 de febrero: en Reqa Al-Gharbiya (Egipto), un incendio en un tren causa 370 muertos y 65 heridos.
- 20 de febrero: la representación numérica de las 20 horas y dos minutos del día de hoy configura una curiosa capicúa de doce cifras: «20:02.20.02.2002», que no se producía desde 470 años antes («23:51.21.12.1532») y no volverá a repetirse hasta pasados 110 años («21:12.21.12.2112»).
- 22 de febrero: en Reino Unido, las autoridades autorizan el nacimiento de un bebé probeta, genéticamente seleccionado, para intentar salvar la vida de su hermano enfermo.
- 22 de febrero: en Estados Unidos muere el animador de Looney Tunes Chuck Jones de 89 años de edad siendo el único animador que inició su carrera en los años 1930
- 23 de febrero: en Colombia, la candidata a la presidencia Íngrid Betancourt y su jefa de debate Clara Rojas son secuestradas por las FARC‑EP.
- 24 de febrero: en Colombia muere envenenado Iván Urdinola Grajales, líder del Cartel del Norte del Valle.
- 24 de febrero: en los Juegos Olímpicos de Invierno celebrados en la ciudad de Salt Lake City (Estados Unidos), Johann Mühlegg logra su tercer oro olímpico tras imponerse en los 50 km de fondo clásico.
- 24 de febrero: terminan los Juegos Olímpicos de Invierno Salt Lake City 2002.
- 26 de febrero: inicio de la Enciclopedia Libre Universal en español.
- 28 de febrero: en Belén, Yenín y Nablús (Cisjordania), el ejército israelí lanza una operación militar contra varios campos de refugiados palestinos.
- 28 de febrero: en Portugalete (provincia de Vizcaya), la banda terrorista ETA intenta matar a la edil socialista Esther Cabezudo con una bomba oculta en un carrito.
- 28 de febrero: en España, la Guardia Civil desarticula el comando Urbasa de la banda ETA.
- 28 de febrero: en La Habana (Cuba), un grupo de cubanos se refugia en la embajada mexicana tras derribar la verja del edificio.

### Marzo
- 1 de marzo: en España termina el curso legal de la peseta y del período de convivencia con el euro, quedando este último como única moneda de curso legal.
- 1 de marzo: el Gobierno belga, formado por liberales, socialistas y verdes, aprueba un proyecto de ley que prevé el cierre escalonado de todas sus centrales nucleares.
- 1 de marzo: lanzamiento del satélite europeo de observación terrestre Envisat.
- 2 de marzo: en el mayor barrio ultraortodoxo de Jerusalén, un ataque suicida palestino deja un saldo de diez muertos.
- 3 de marzo: Suiza aprueba su adhesión a la ONU en un reñido referéndum.
- 3 de marzo: en México lanza el primer reality show en televisión Big Brother por Televisa.
- 3 de marzo: en la cordillera del Hindu Kush (Afganistán), un terremoto de 7,4 deja 166 fallecidos.
- 4 de marzo: en la Bolsa de Bilbao (Galicia) un fallo evita la explosión de una bomba colocada por ETA.
- 4 de marzo: en España, el novelista argentino Tomás Eloy Martínez gana el V Premio Alfaguara con El vuelo de la reina.
- 6 de marzo: en la isla filipina de Mindanao, un terremoto de 7,5 y un tsunami dejan un saldo de 15 muertos y 100 heridos.
- 6 de marzo: se celebra el centenario del Real Madrid CF.
- 10 de marzo: en las calles de Barcelona (Cataluña) se realizan masivas protestas contra el Plan Hidrológico Nacional.
- 14 de marzo: en Pekín (China) 25 norcoreanos irrumpen en la embajada española y piden asilo político.
- 15 de marzo: en Barcelona se realiza la cumbre de la Unión Europea.
- 15 de marzo: en San Sebastián (España), Eduardo Chillida es ingresado en estado crítico a un hospital.
- 16 de marzo: en Cali (Colombia) el arzobispo de la arquidiócesis de dicha ciudad, monseñor Isaías Duarte Cancino, es asesinado por sicarios momentos después de haber oficiado servicios religiosos en un sector popular de la ciudad. El crimen no se esclareció.
- 17 de marzo: lanzamiento de la misión Gravity Recovery and Climate Experiment.
- 18 al 22 de marzo: en Monterrey (México) se lleva a cabo la Conferencia Internacional sobre la Financiación para el Desarrollo, durante la cita Vicente Fox y Fidel Castro protagonizaron el famoso Comes y te vas.
- 19 de marzo: el edificio Empire State (en la ciudad de Nueva York) es vendido por 65 millones de euros.
- 19 de marzo: en la Antártida se desgaja un bloque de hielo del tamaño de la provincia de Álava.
- 20 de marzo: en Lima (Perú) se realiza un atentado terrorista en el centro comercial El Polo, cerca a la embajada de los Estados Unidos, a pocos días de la visita del presidente estadounidense George W. Bush.
- 20 de marzo: Italia declara el estado de emergencia para combatir la inmigración ilegal.
- 20 de marzo: la Casa Real Marroquí distribuye por primera vez la foto de la novia de Mohamed VI.
- 20 de marzo: en Barcelona (Cataluña), la reina Sofía inaugura el Año Gaudí.
- 21 de marzo: en Orio (Guipúzcoa) la banda terrorista ETA mata a Juan Priede, edil socialista del ayuntamiento.
- 22 de marzo: en Reino Unido, una jueza autoriza la aplicación de la eutanasia pasiva a una paciente.
- 25 de marzo: en la cordillera del Hindu Kush (Afganistán), otro terremoto de 6,1 (tres semanas después de otro de 7.4) deja 1200 fallecidos.
- 30 de marzo: en el Castillo de Windsor fallece la «reina madre» Isabel Bowes-Lyon.
- 31 de marzo: el área metropolitana de Santa Cruz de Tenerife-La Laguna resulta afectada por unas lluvias torrenciales en Tenerife, produciendo pérdidas tanto de viviendas como de vidas humanas.
- 31 de marzo: en Taiwán, un terremoto de 7,1 deja 5 muertos y más de 200 heridos.

### Abril

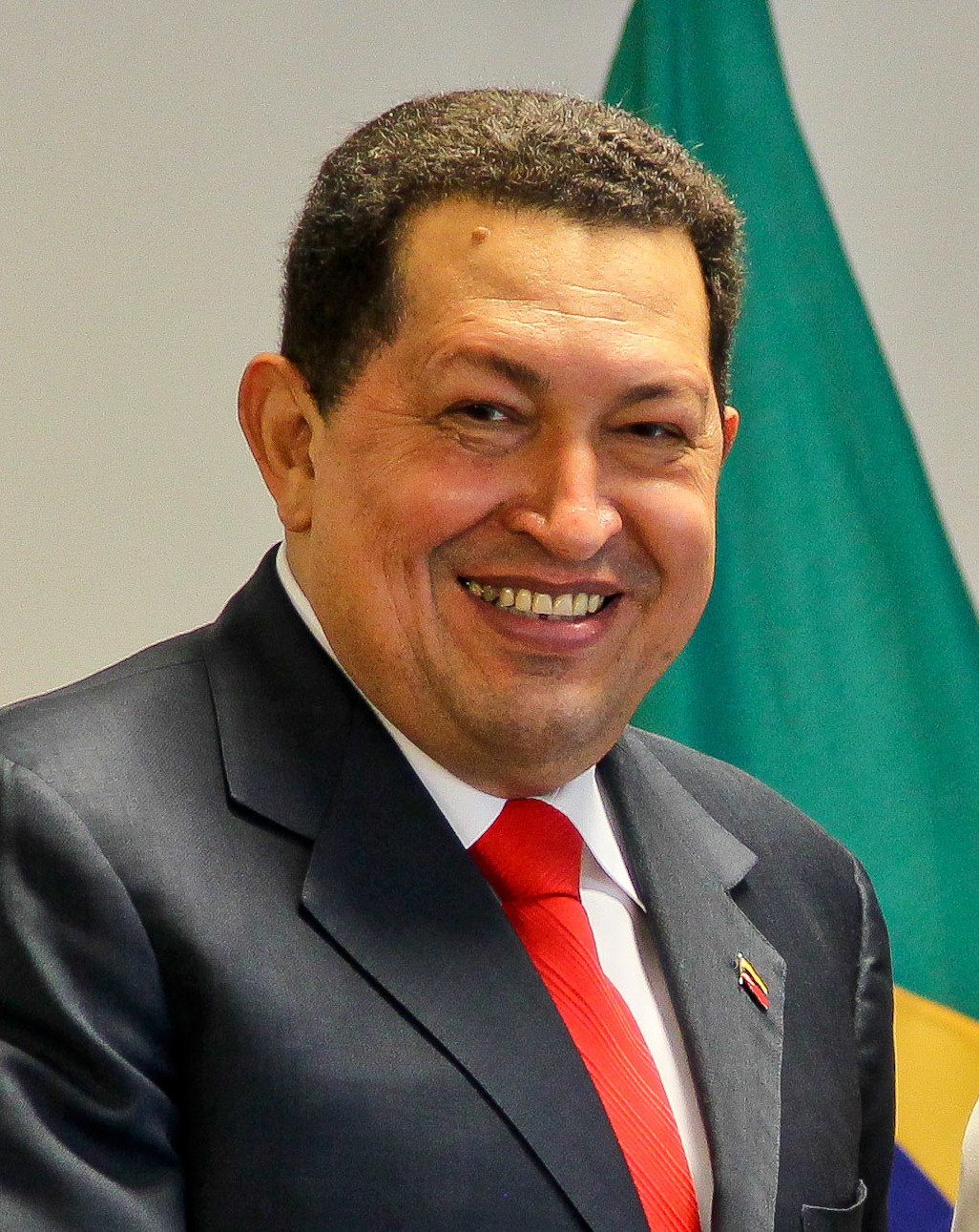
Hugo Chávez

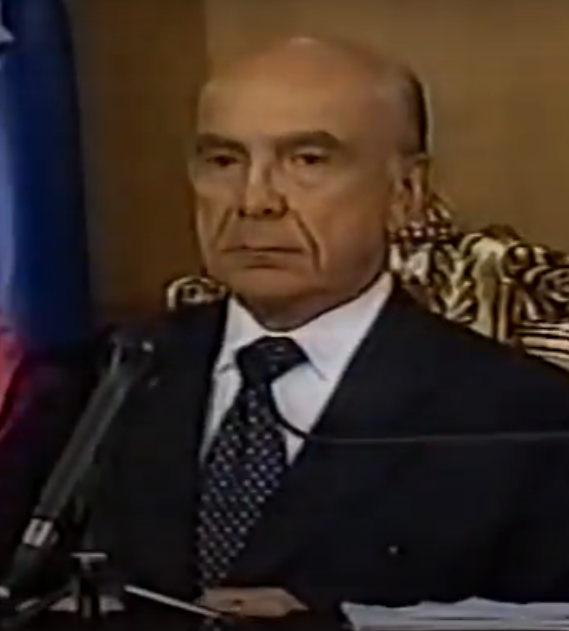
Pedro Carmona

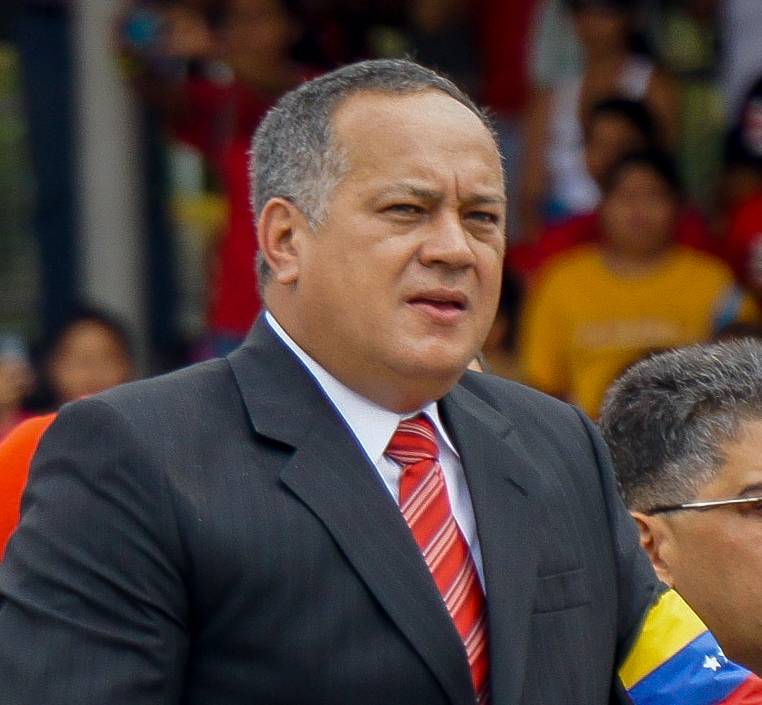
Diosdado Cabello

- 1 de abril: Países Bajos se convierte en el primer y único país que legaliza la eutanasia.
- 1 de abril: un terremoto de 5,3 sacude Papúa Nueva Guinea dejando un saldo de 36 muertos y 11 heridos.
- 2 de abril: el ginecólogo italiano Severino Antinori (56) asegura ―sin aportar ninguna evidencia― haber clonado con éxito un ser humano, a pesar del radical rechazo de la comunidad científica internacional a la clonación reproductiva.
- 5 de abril: en Barcelona (España) se funda el Instituto Ramon Llull.
- 5 de abril: el cantante de la banda Alice in Chains, Layne Staley, muere tras una sobredosis de heroína
- 7 de abril: en Costa Rica, Abel Pacheco de la Espriella es elegido presidente tras ganar la segunda ronda.
- 10 de abril: en España se crea el Cuarteto de Madrid para la paz en el Oriente Medio, conformado por los Estados Unidos, la Federación Rusa, la Unión Europea y la Organización de las Naciones Unidas.
- 11 de abril: en Ghriba (Túnez), la banda terrorista Al Qaeda ataca una sinagoga judía y asesina a 21 personas.
- 11 de abril: en Venezuela, luego de una gran marcha por parte de la oposición en la cual doce personas fueron asesinadas por simpatizantes del Gobierno, se produce un golpe de Estado contra el presidente Hugo Chávez. Posteriormente, Pedro Carmona Estanga se «autojuramenta» presidente de Venezuela.
- 11 de abril: en las calles de Cali (Colombia), guerrilleros de las FARC‑EP secuestran a 12 diputados de la asamblea departamental del Valle del Cauca, a plena luz del día.
- 12 de abril: Asedio a la embajada de Cuba en Caracas (Venezuela).
- 13 de abril: en Venezuela, fuerzas militares leales a Hugo Chávez destituyen a Carmona y designan a Diosdado Cabello como presidente interino de la República. Ese mismo día Chávez logra tomar nuevamente el poder.
- 17 de abril: LinEx la distribución de software libre realizada por la Consejería de Educación, Ciencia y Tecnología de la Junta de Extremadura es presentada públicamente en Mérida y se inicia su instalación en todos los centros educativos públicos de esta comunidad autónoma.
- 18 de abril: en Milán (Italia) se estrella una avioneta en la Torre Pirelli: mueren sus 3 ocupantes y 60 personas quedan heridas.
- 20 de abril: un terremoto de 5,1 sacude el estado de Nueva York dejando varios daños.
- 21 de abril: en inmediaciones de la población de Caicedo, en el departamento de Antioquia (Colombia), durante una marcha por la Noviolencia, guerrilleros de las FARC‑EP secuestran al gobernador Guillermo Gaviria Correa y a Gilberto Echeverri Mejía (asesor de paz y exministro de Defensa de la Nación).
- 24 de abril: en Chile se realiza el XVII Censo Nacional de Población y VI de Vivienda.
- 24 de abril: un terremoto de 5,7 sacude Kosovo.
- 25 de abril: en la República de Georgia, un terremoto de 4,8 sacude la capital, Tiflis, dejando un saldo de 7 muertos y 70 heridos.

### Mayo
- 2 de mayo: en Bojayá (departamento de Chocó), en medio de enfrentamientos entre paramilitares de las Autodefensas Unidas de Colombia (AUC), y guerrilleros de las Fuerzas Armadas Revolucionarias de Colombia - Ejército del Pueblo (FARC‑EP) ocurre la masacre de Bojayá, que deja como saldo más de un centenar de muertos.
- 3 de mayo: en Europa sale a la venta el nuevo sistema de videojuegos, de la firma japonesa Nintendo, Nintendo GameCube «arropada» por 20 títulos en su lanzamiento.
- 4 de mayo: lanzamiento del satélite estadounidense de observación terrestre Aqua.
- 5 de mayo: desaparece el canal ecuatoriano SíTV. Al día siguiente, sale al aire inmediatamente un nuevo medio de comunicación de servicio privado, el Canal Uno.
- 6 de mayo: la World Wrestling Federation (WWF) Debido a una demanda del World Wildlife Fund (también WWF), la empresa cambió su nombre a World Wrestling Entertainment (WWE).
- 6 de mayo: en las afueras de un kinder chocaba una camioneta con niños en la calle provocando una tragedia infantil en Ecatepec, Estado de México, mueren varios niños pequeños por la prepotencia del conductor del vehículo, es arrestado a las pocas horas.

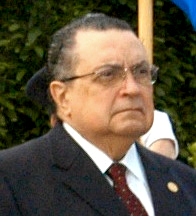
Abel Pacheco de la Espriella, presidente de Costa Rica.

- 8 de mayo: en Costa Rica, Abel Pacheco de la Espriella asume como presidente.
- 15 de mayo: Real Madrid Club de Fútbol se corona campeón de la Liga de Campeones por novena vez con un gol de Zinedine Zidane.
- 16 de mayo: en República Dominicana se realizan elecciones legislativas.

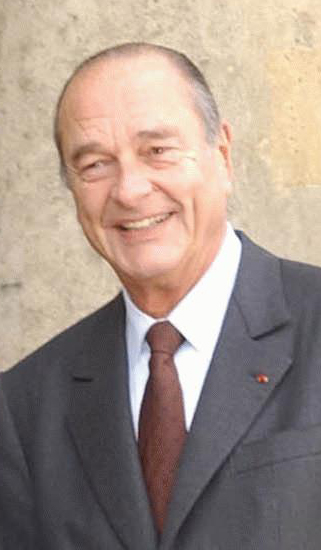
Jacques Chirac

- 16 de mayo: en Francia, Jacques Chirac toma posesión por segunda vez como presidente.
- 20 de mayo: Timor Oriental se independiza definitivamente tras una administración transitoria de las Naciones Unidas desde el referéndum de 1999 que definió su independencia Indonesia reconoce la independencia de la excolonia portuguesa, luego de 27 años de ocupación militar. Es elegido presidente Xanana Gusmão, líder de la resistencia timorense y proclama el acta de la independencia.
- 20 de mayo: Timor Oriental y la República Árabe Saharaui Democrática (RASD) se reconocen mutuamente.
- 21 de mayo: en Medellín (Colombia) se producen múltiples hechos de violencia que cobran la vida de 9 civiles, algunos de ellos menores de edad, y dejan un saldo adicional de 37 heridos y 55 detenidos en el marco de la Operación Mariscal, acometida por efectivos del ejército que buscaban contrarrestar acciones terroristas por parte de milicias urbanas del ELN asentadas en la Comuna 13, occidente de la ciudad. Tales hechos antecederían a la Operación Orión, ocurrida en el mismo sector cinco meses después.
- 25 de mayo: el Departamento de Estado de los Estados Unidos publica un informe en el que designa como «estados promotores del terrorismo» a Corea del Norte, Cuba, Irán, Irak, Libia, Sudán y Siria.
- 25 de mayo: en Tallin (capital de Estonia) la letona Marie N gana el Festival de Eurovisión con la canción I wanna.
- 25 de mayo: en las islas Penghu (Taiwán), el vuelo 611 de China Airlines se estrella a los pocos minutos después de haber despegado del aeropuerto internacional de Taoyuan (en Taipéi). Mueren 225 personas a bordo al desintegrarse en el aire.
- 26 de mayo: el Club América se proclama campeón del Campeonato Mexicano de Fútbol en el Torneo Verano 2002 al derrotar en la final en dos partidos (ida y vuelta) al Necaxa por el marcador global de 3 goles a 2 ―(0‑2) y (3‑0)― remontando el 2‑0 en contra, con goles de Christian Patiño e Iván Zamorano para empatar en el tiempo reglamentario y del "Misionero" Hugo Norberto Castillo para la victoria en el tiempo extra por Gol de Oro.
- 26 de mayo: en Colombia, Álvaro Uribe Vélez es elegido presidente.
- 29 de mayo: en San Juan (Puerto Rico) se realiza el concurso Miss Universo 2002. La ganadora es la representante de Rusia, Oxana Fedorova; su reinado duraría casi cuatro meses.
- 31 de mayo: inauguración de la Copa Mundial de Fútbol de 2002. Por primera vez se realiza en el continente asiático y por dos países simultáneamente (Corea del Sur y Japón). En el partido inaugural la debutante selección de Senegal derrota sorpresivamente al campeón defensor Francia por un gol a cero.

### Junio
- 1 de junio: en Estados Unidos se estrena como canal de televisión por cable el canal Playhouse Disney Channel
- 5 de junio: un objeto celeste produce una explosión similar a la bomba atómica estadounidense sobre Nagasaki (Evento del Mediterráneo Oriental).
- 10 de junio: comienza la II Cumbre Mundial sobre la Alimentación promovida por la FAO.
- 11 de junio: el Congreso de los Estados Unidos reconoce que el inventor del teléfono fue el italiano Antonio Meucci y no el estadounidense Alexander Graham Bell, quien le había robado la patente.
- 20 de junio: en España los sindicatos UGT y CC. OO. convocan a una huelga general.
- 22 de junio: en Irán, un terremoto de 6,5 deja un saldo de 230 muertos y 1.500 heridos.
- 22 de junio: en Estados Unidos, la promoción de lucha libre profesional TNA Wrestling pone en marcha su primera velada.
- 23 de junio: la Organización Mundial de la Salud declara a la Región Europea libre de poliomielitis.
- 26 de junio: en las inmediaciones de la estación ferroviaria de Avellaneda, en el conurbano de la provincia de Buenos Aires, Argentina, se produce la Masacre de Avellaneda, en la que varios policías bonaerenses asesinan a los jóvenes activistas Maximiliano Kosteki y Darío Santillán. Debido a esto, el presidente Eduardo Duhalde anticipa seis meses las elecciones.
- 29 de junio: se produce un enfrentamiento entre navíos de Corea del Norte y Corea del Sur, resultando en el fallecimiento de 30 marinos norcoreanos y 6 surcoreanos.[1]
- 30 de junio: en Yokohama (Japón) finaliza el mundial realizado en Corea del Sur y Japón, en el que la selección de fútbol de Brasil resulta campeona del mundo por quinta vez al vencer en la final a la selección de Alemania por 2 a 0, con tantos de Ronaldo.

### Julio

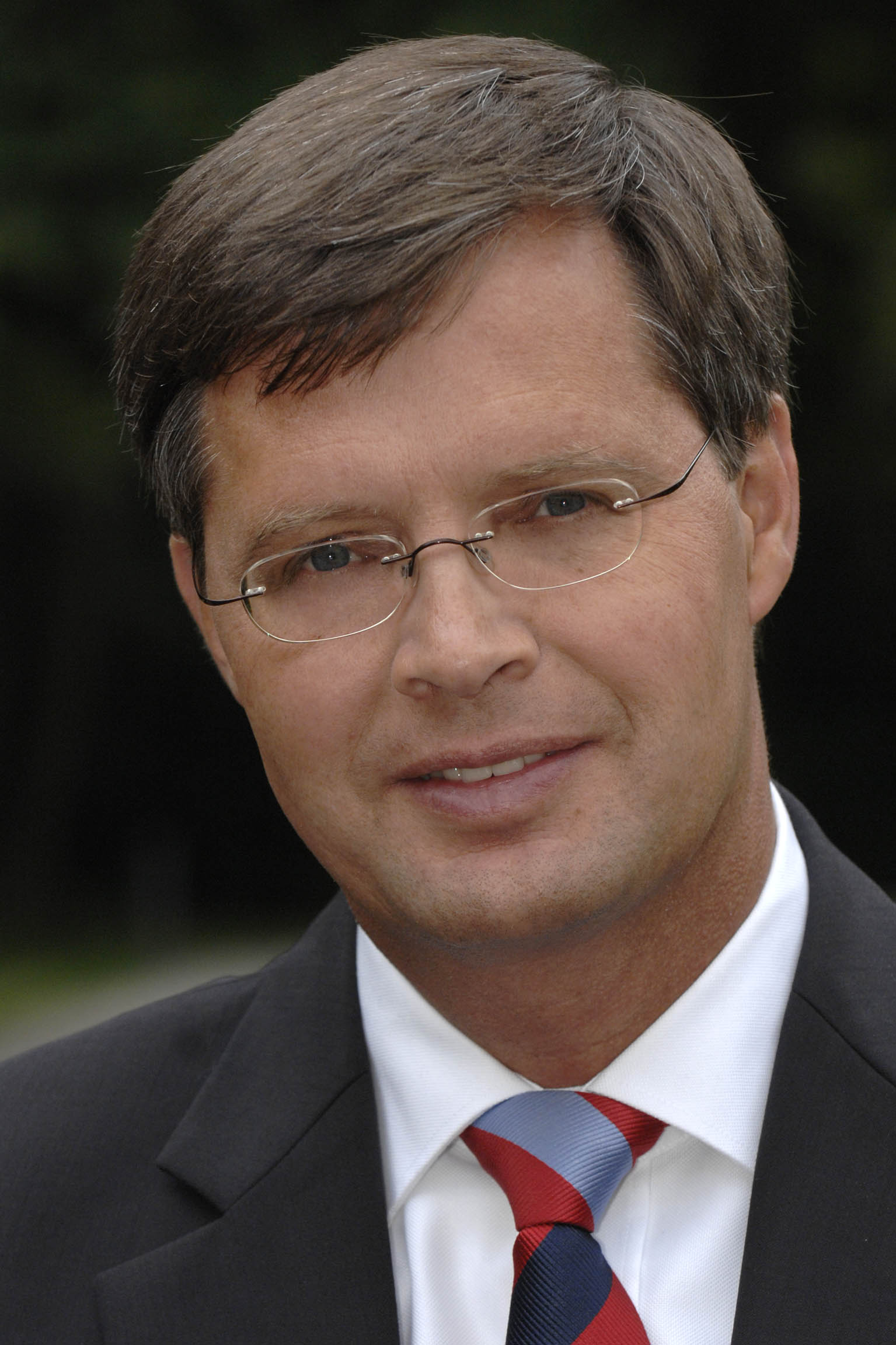
Jan Peter Balkenende

- 1 de julio: en Italia entra en vigencia el Estatuto de Roma, que crea la Corte Penal Internacional.
- 1 de julio: en el lago Constanza, en la frontera entre Alemania y Suiza chocan en pleno vuelo un Túpolev 154 y un Boeing 757 de carga. Mueren 71 personas, entre ellos 52 niños rusos quienes iban de vacaciones a Barcelona (España) (véanse Accidente del Lago Constanza, Vuelo 2937 de Bashkirian Airlines y Vuelo 611 de DHL).
- 3 de julio: lanzamiento de la sonda espacial CONTOUR, que dejaría de funcionar unas semanas después.
- 11 de julio: en el estrecho de Gibraltar, a unos 250 m de la costa continental de Marruecos, un grupo de gendarmes marroquíes toma la Isla de Perejil (islote deshabitado en disputa territorial entre España y Marruecos), iniciando el primer conflicto armado del siglo XXI. Este conflicto es conocido como el Incidente de la isla de Perejil.
- 14 de julio: en Santo Domingo, República Dominicana, fallece el expresidente Joaquín Balaguer.
- 16 de julio: en el estrecho de Gibraltar, a unos 250 m de la costa continental de Marruecos, el ejército español inicia, a las 23:43 la Operación Romeo-Sierra para el desalojo de la isla de Perejil que había sido ocupada por fuerzas marroquíes cinco días antes.
- 20 de julio: en Lima (Perú), la discoteca Utopía sufre un incendio, donde hubo 29 fallecidos.
- 22 de julio: en los Países Bajos, Jan Peter Balkenende asume el cargo como primer ministro.
- 24 de julio: en Perú se celebra el centenario del redescubrimiento de Machu Picchu por el peruano Agustín Lizárraga.[2]
- 25 de julio: en Mánchester (Reino Unido), se inaugura el Etihad Stadium.
- 26 de julio: en Bolivia, Gonzalo Sánchez de Lozada logra la presidencia.
- 28 de julio: guerrilleros de las FARC‑EP perpetran un atentado terrorista en una calle de Cali (Colombia) sin causar muertos ni heridos.
- 30 de julio: en Ciudad de Guatemala, el papa Juan Pablo II canoniza al hermano Pedro de San José Betancur.
- 30 de julio: un terremoto de 6,5 sacude Panamá dejando varios heridos y daños importantes.
- 30-31 de julio el papa Juan Pablo II hace su última visita a México.
- 31 de julio: en la Basílica de Guadalupe de la Ciudad de México, el papa Juan Pablo II canoniza al indígena Juan Diego.

### Agosto
- 1 de agosto: en México el proyecto del nuevo aeropuerto de Texcoco es cancelado por las protestas de los jornaleros de Atenco en octubre del año anterior, el proyecto es retomado con mejoras 12 años después.

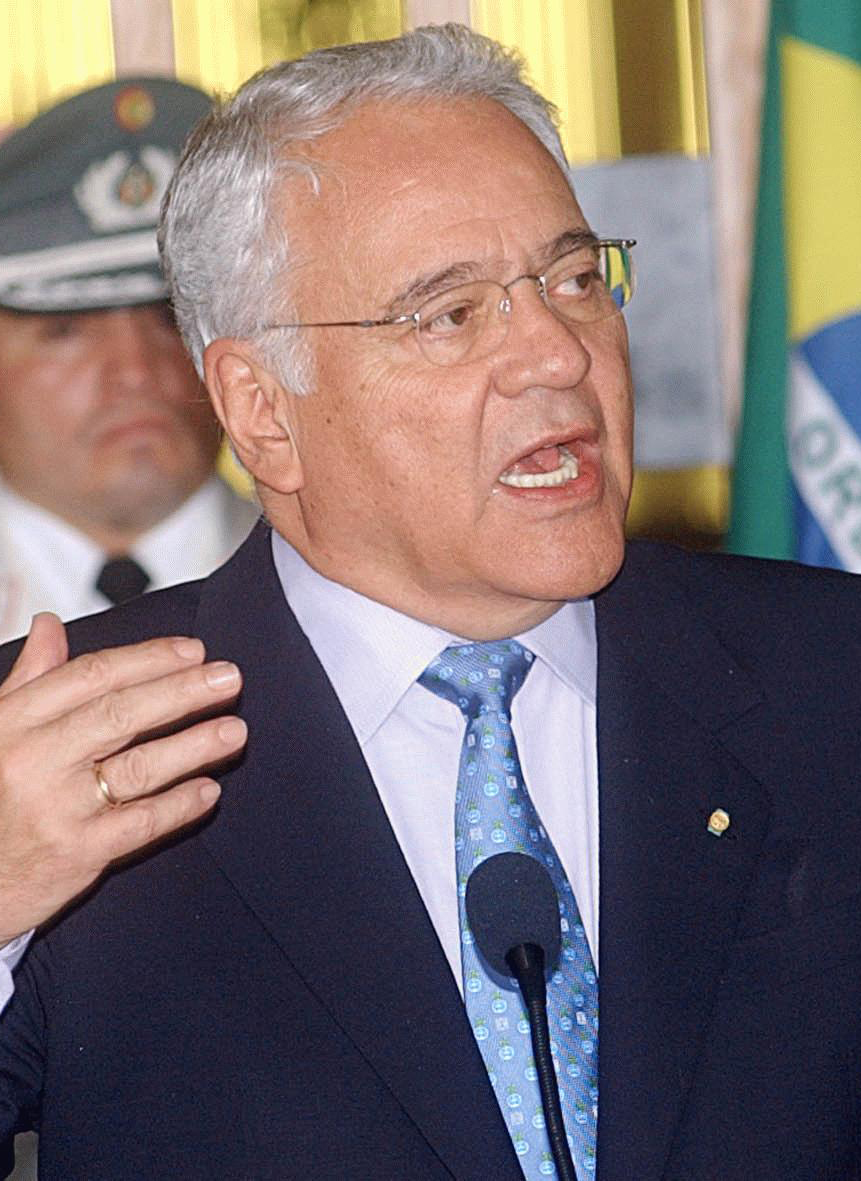
Gonzalo Sánchez de Lozada, presidente de Bolivia.

- 4 de agosto: en Bolivia, Gonzalo Sánchez de Lozada es elegido presidente por segunda vez, asume dos días después.
- 7 de agosto: en Bogotá (Colombia), Álvaro Uribe se posesiona como presidente, en medio del Atentado a la Casa de Nariño en Bogotá por las FARC‑EP.
- 9 de agosto: en el distrito de Cacadu (Sudáfrica) se entierran los restos repatriados de Sara Baartman (río Gamtoos, 1789-París, 1815), esclava de la etnia khoikhoi (peyorativamente «hotentote») exhibida en circos británicos y franceses.
- 17 de agosto: en Dresde (Alemania) el desbordamiento del río Elba alcanza el mismo nivel que la inundación histórica del 31 de marzo de 1845.
- 19 de agosto: en México se inicia el año escolar 2002-2003 de la SEP.
- 20 de agosto: la banda de rock mexicana Maná lanza al mercado su sexto álbum de estudio Revolución de amor.
- 27 de agosto: en los Estados Unidos, la banda británica de rock alternativo Coldplay lanza al mercado su segundo álbum de estudio titulado A rush of blood to the head.

### Septiembre
- 9 de septiembre: un terremoto de 7,6 sacude Papúa Nueva Guinea provoca un tsunami que deja un saldo de 6 muertos y 70 heridos.
- 10 de septiembre: Suiza se une oficialmente a la ONU.
- 17 de septiembre: el cantante y compositor español Enrique Iglesias, lanza al mercado su sexto álbum de estudio y cuarto realizado álbum en español titulado Quizás. Es además es el primer álbum en este idioma desde el lanzamiento de Cosas del amor (1998).
- 20 de septiembre: Microsoft compra la empresa de videojuegos británica Rareware por 375 millones de dólares.
- 22 de septiembre: en México secuestran a Laura Zapata y Ernestina Sodi (hermanas de la actriz y cantante Thalía. Serán recuperadas el 10 de octubre.
- 24 de septiembre: la Miss Universo rusa Oxana Fedorova es destituida la sustituye la primera finalista la panameña Justine Pasek que tendrá que completar su reinado hasta el certamen del 2003 en aquel país.
- 24 de septiembre RCA lanza al mercado Elvis 30 #1 Hits, el álbum póstumo más exitoso de Elvis Presley con la canción remixada A Little Less Conversation que resultó ser un éxito # 1 en las listas de varios países.
- 25 de septiembre: encuentro de los presidentes George W. Bush y Álvaro Uribe Vélez en la Casa Blanca.
- 29 de septiembre: en Busan (Corea del Sur) comienzan los XIV Juegos Asiáticos.[3]

### Octubre
- 6 de octubre: el papa Juan Pablo II canoniza al beato Josemaría Escrivá, fundador del Opus Dei.
- 11 de octubre: el expresidente estadounidense Jimmy Carter (1977-1981) obtiene el Premio Nobel de la Paz.
- 12 de octubre: en la isla de Bali, terroristas islámicos vinculados a la banda terrorista Al Qaeda cometen un atentado al detonar dos bombas en un club nocturno y en un restaurante de la ciudad de Kuta, dejando un balance de 202 personas fallecidas y más de 300 heridas.
- 14 de octubre: en Busan (Corea del Sur) culminan los XIV Juegos Asiáticos.[3]
- 15 de octubre: el cantante español David Bisbal, lanza al mercado su álbum debut de estudio titulado Corazón latino.
- 16 de octubre: en la Comuna 13 de Medellín (Colombia) se lleva a cabo la denominada Operación Orión, que se extendió hasta el jueves 17 de octubre de 2002.
- 23 de octubre: un grupo de terroristas chechenos secuestran el teatro Dubrovka de Moscú con cientos de rehenes en su interior, amenazando con volar el edificio si el Gobierno ruso no retira sus tropas de Chechenia. (Véase Crisis de rehenes del teatro de Moscú).
- 24 de octubre: en la República Democrática del Congo un terremoto de 6,2 deja 2 fallecidos.
- 24 de octubre: en el sur de Cali, fallece fulminado por un rayo el futbolista colombiano Hernán Gaviria.
- 25 de octubre: el huracán Kenna entra a México, por la costa del océano Pacífico, afectando a los estados de Sinaloa, Nayarit y Durango, dejando a su paso cuatro muertos, decenas de heridos, veinte mil desplazados y produciendo daños materiales por más de 25 millones de dólares.[4]
- 27 de octubre: en Brasil, el obrero Luiz Inácio Lula da Silva es elegido, en segunda vuelta electoral, presidente de Brasil.
- 31 de octubre: en Madagascar, dentro del Campeonato malgache de fútbol, se da lugar la mayor goleada de la historia del fútbol profesional, al vencer el AS Adema al SO l'Emyrne por 149 a 0, todos lo goles en propia meta.[5]
- 31 de octubre: en Italia, un terremoto de 5,9 sacude la región de Molise dejando 26 muertos.

### Noviembre
- 2 de noviembre: un terremoto de 7,4 sacude la isla indonesia de Sumatra dejando 3 muertes.
- Del 2 al 21 de noviembre: dos terremotos de 5,4 y 6,3 sacuden el norte de Pakistán dejando 41 muertos.
- 3 de noviembre: Diego M. Deiros, Carlos A. Rodríguez y José N. Hernández miden la altitud del pico Bolívar, montaña más alta de Venezuela.[6]
- 3 de noviembre: en Alaska se registra un fuerte terremoto de 7,9, sintiéndose tan lejos como Seattle, dejando varios heridos y casas dañadas.
- 10 de noviembre: en México Darina ganadora de Operación Triunfo.
- 12 de noviembre: la banda estadounidense de rock alternativo 3 Doors Down, lanza al mercado su segundo álbum de estudio titulado Away from the Sun.
- 13 de noviembre: frente a las costas gallegas explota un tanque del petrolero Prestige.
- 16 de noviembre: comienza la epidemia de síndrome respiratorio agudo grave de 2002-2004.
- 17 de noviembre: el piloto sueco Kenny Bräck se proclama campeón de la CART en el Gran Premio Tecate Telmex Gigante en México.
- noviembre: en Santander (España), la banda terrorista ETA hace explotar un coche en un aparcamiento
- 19 de noviembre: en las costas de Galicia (España) se produce el hundimiento del Prestige.
- 19 de noviembre: el cantautor guatemalteco Ricardo Arjona lanza al mercado su noveno álbum de estudio, titulado Santo pecado.
- 19 de noviembre: la cantante puertorriqueña Olga Tañón lanza al mercado su noveno álbum de estudio, titulado Sobrevivir.
- 22 de noviembre: en la provincia china de Cantón aparece el primer caso de síndrome agudo respiratorio severo (SARS).
- 24 de noviembre: en Ecuador, el coronel Lucio Gutiérrez es elegido como presidente.
- 26 de noviembre:el cantante argentino Gustavo Cerati ―exlíder de la banda de pop Soda Stéreo― lanza al mercado su tercer álbum de estudio titulado Siempre es hoy.

### Diciembre
- 1 de diciembre: Myriam Montemayor es la ganadora del reality La Academia primera generación en México.
- 2 de diciembre: en Venezuela se inicia otro paro patronal petrolero que durará 62 días.
- 3 de diciembre: en Celaya (México) desaparece el club de fútbol Atlético Celaya.
- 3 de diciembre: en Japón, el Real Madrid conquistaba su 3.er título de Copa Intercontinental, venciendo por 2 a 0 al Olimpia del Paraguay.
- 6 y 7 de diciembre: se efectuó el sexto Teletón y se recaudaron 217 millones de pesos y se inaugura el CRIT en Aguascalientes
- 8 de diciembre: clausura de XIX Juegos Centroamericanos y del Caribe. en El Salvador.
- 10 de diciembre:
- 10 de diciembre: el expresidente estadounidense Jimmy Carter (1977-1981) gana el Premio Nobel de la Paz.
- 10 de diciembre: en México se funda el club Colibríes de Morelos.
- 21 de diciembre: en México, el Toluca resulta campeón del fútbol mexicano.
- 27 de diciembre: en los cuarteles prorrusos de Grozni (Chechenia) explotan dos bombas. Fallecen 72 personas, y otras 200 resultan heridas.
- 27 de diciembre: en la Ciudad de México se lleva a cabo la toma violenta de la planta de transmisiones de CNI Canal 40 ubicadas en el cerro del Chiquihuite, evento conocido como el Chiquihuitazo.
- 28 de diciembre: se funda el sitio web IObit Uninstaller.
- 31 de diciembre: en las calles Juan Soto esquina Hidalgo del centro histórico de Veracruz (México) ocurre un incendio de mercados a causa de pirotecnia. Mueren 28 personas. Este evento paralizó la ciudad ya que ocurrió a horas de terminar el año.

## Fallecimientos
Categorías y artículos principales:
- Anexo: Fallecidos en 2002 (para una lista detallada) y
- Categoría: Fallecidos en 2002 (lista sin datos con 1661 entradas).

## Arte y literatura
- 6 de enero: Ángela Vallvey obtiene el premio Nadal por su novela Los estados carenciales.
- 7 de enero: Yves Saint Laurent anuncia su retirada del mundo de la moda.
- 3 al 16 de junio se realiza el Festival de la Isla de Wight, tras 32 años de silencio.
- Arturo Pérez-Reverte: La reina del sur.
- Neil Gaiman publica la novela Coraline.

## Consolas y videojuegos
- Sega anuncia la descontinuación mundial de la consola Dreamcast y que ya no producirán más consolas de videojuegos, ahora solo se enfocarán en hacer videojuegos para otras plataformas, aun así, seguirían lanzando juegos con producción ya muy avanzada para la consola hasta 2002 en América y Europa, y 2006 en Japón.
- 22 de enero: Electronic Arts lanza el aclamado Medal of Honor: Allied Assault para Microsoft Windows, meses más tarde sería lanzado para sistemas MacOS y en GNU/Linux dos años más tarde
- 22 de febrero: en Japón, la empresa Microsoft saca a la venta su primera consola: Xbox, sería lanzado en Europa y Australia el 14 de marzo; en América se había lanzado el año anterior.
- 24 de febrero: Namco y Full Fat sacan a la venta el videojuego Pac-Man World 2 para PlayStation 2, Nintendo GameCube y Xbox.
- 22 de marzo: Capcom lanza el remake del videojuego Resident Evil para Nintendo GameCube, el primer videojuego de la consola el cual su contenido está dividido en 2 discos y primer remake de la franquicia homónima.
- 28 de marzo: en Japón sale a la venta el videojuego en conjunto con Squaresoft y Disney, Kingdom Hearts para PlayStation 2.
- 16 de abril: Activision lanza el videojuego Spider-Man, para PlayStation 2, Xbox, Nintendo GameCube y Microsoft Windows, el videojuego está basada en la película homónima lanzada el mismo año.
- 1 de mayo: Bethesda Softworks saca al mercado The Elder Scrolls III: Morrowind para Microsoft Windows y Xbox.
- 3 de mayo: en Europa Nintendo lanza la consola Nintendo GameCube, en Australia sería lanzada el 17 de mayo; en América y Japón se había lanzado el año anterior.
- 6 de junio: Evoga Entertainment y Playmore lanzan el videojuego Rage of the Dragons para el sistema Arcade Neo Geo.
- 20 de agosto: La consola Nintendo 64 da por terminado su periodo de vida útil en América con el último videojuego Tony Hawk's Pro Skater 3 (en Europa terminó un año antes con el juego Mario Party 3, en Japón terminaría el año siguiente).
- 22 de junio: WayForward lanza a la venta Shantae para la videoconsola portátil de Nintendo Game Boy Color.
- 24 de junio: Nintendo en colaboración con Silicon Knights lanzan a la venta el aclamado videojuego de culto Eternal Darkness: Sanity's Requiem para Nintendo GameCube, el primer videojuego distribuido por Nintendo con una clasificación para mayores de edad.
- 10 de julio: Namco lanza en Japón para Arcade el exitoso Soulcalibur II con placa Namco System 246. Sería porteado a PlayStation 2, Nintendo GameCube y Xbox al año siguiente.
- 19 de julio: Nintendo lanza a la venta el videojuego Super Mario Sunshine para Nintendo GameCube, el segundo juego de la serie de Super Mario en 3D.
- 20 de agosto: Vivendi Universal Games lanza para Microsoft Windows el videojuego The Thing, basado en la película homónima de 1982. Sería lanzado para Xbox y PlayStation 2 por Konami el 20 de septiembre del mismo año.
- 29 de agosto: en América, se lanza el videojuego Mafia para Microsoft Windows, es la primera entrega de la serie homónima. Sería lanzado en Europa una semana más tarde y también recibiría un port para PlayStation 2 y Xbox en 2004.
- 23 de septiembre:
  - Sony y Sucker Punch Productions lanzan a la venta Sly Raccoon and the Thievius Raccoonus para PlayStation 2, primer videojuego de la serie Sly Cooper.
  - Nintendo y Rare lanzan a la venta el videojuego Star Fox Adventures para Nintendo GameCube, fue el único videojuego desarrollado por Rare para la consola antes de ser adquirida por Microsoft el 24 de septiembre.
- 30 de septiembre: Eidos Interactive y IO Interactive lanzan Hitman 2: Silent Assassin para Xbox, PlayStation 2 y Microsoft Windows. Sería lanzado para Nintendo GameCube el año siguiente.
- 10 de octubre: Playmore y Eolith lanzan el popular videojuego The King of Fighters 2002 para los sistemas de Arcade Neo Geo.
- 15 de octubre: Atari lanza el videojuego Godzilla: Destroy All Monsters Melee para Nintendo GameCube, una versión para Game Boy Advance sería lanzado el mes siguiente, y un port para Xbox se lanzaría el año siguiente.
- 21 de octubre: Nintendo junto a Hudson Soft sacan a la venta el videojuego Mario Party 4 en América para Nintendo GameCube; en Japón, Australia y Europa salió a la venta en noviembre.
- 29 de octubre: Rockstar Games lanza a la venta el aclamado videojuego Grand Theft Auto: Vice City para PlayStation 2, un año más tarde se lanzaría en PC y en Xbox.
- 4 de noviembre: Sony junto con Insomniac Games lanzan a la venta el videojuego Ratchet & Clank para PlayStation 2, primera entrega de la serie homónima.
- 12 de noviembre:
  - Sega lanza el recopilatorio Sonic Mega Collection para Nintendo GameCube, sería lanzado para PlayStation 2 y Xbox en 2004 y para PC en 2006.
  - Fox Interactive en colaboración con Electronic Arts se lanzó The Simpsons: Skateboarding para PlayStation 2.
- 15 de noviembre: Nintendo lanza a la venta la cuarta entrega de la serie principal de Metroid, titulado Metroid Fusion para Game Boy Advance.
- 16 de noviembre: Midway Games lanza al mercado el videojuego de peleas Mortal Kombat: Deadly Alliance.
- 18 de noviembre: Activision lanza el aclamado videojuego Tom Clancy's Splinter Cell para Xbox, es la primera entrega de la serie homónima. Un port para PlayStation 2, Nintendo GameCube, Microsoft Windows y Game Boy Advance sería lanzado el año siguiente.
- 19 de noviembre: Nintendo lanza a la venta el aclamado y multipremiado videojuego FPS, Metroid Prime para Nintendo GameCube.
- 21 de noviembre: Capcom lanza el videojuego Resident Evil Zero para Nintendo GameCube.
- 22 de noviembre: LucasArts lanza Star Wars: Bounty Hunter para PlayStation 2. Sería lanzado para Nintendo GameCube un mes más tarde.
- 29 de noviembre: Bandai lanza en Europa Dragon Ball Z: Budokai para PlayStation 2, primer videojuego de la serie homónima. Sería lanzado meses después en América y en Japón, además de una versión para Nintendo GameCube el año siguiente.
- 3 de diciembre: Nintendo en colaboración con Capcom lanzan a la venta en América The Legend of Zelda: A Link to the Past & Four Swords para Game Boy Advance, meses después se lanzaría en Japón y Europa.
- 13 de diciembre:
  - Nintendo lanza a la venta en Japón el videojuego The Legend of Zelda: The Wind Waker para Nintendo GameCube, meses después llegaría para América y Europa.
  - Adicionalmente al lanzamiento de The Legend of Zelda: The Wind Waker, Nintendo lanza como bonus The Legend of Zelda: Ocarina of Time Master Quest como regalo a quienes reservaron el juego o a los primeros compradores del mismo en su primer día, es similar al clásico videojuego de 1998, pero con modificaciones en los niveles y enemigos para hacerlo más complicado.
- 19 de diciembre: Sega y THQ en colaboración con Dimps lanzan a la venta Sonic Advance 2 para Game Boy Advance.

## Deporte

### Juegos Olímpicos
- Entre enero y febrero, en Salt Lake City (Estados Unidos) se celebran los Juegos Olímpicos de Invierno.

### Equitación
- Septiembre: en Jerez de la Frontera (España) se celebran los IV Juegos Ecuestres Mundiales.

### Fútbol
- Copa Mundial de Fútbol: 30 de junio: Corea: Japón: Campeonato mundial de Fútbol: Brasil gana la Copa Mundial de Fútbol al ganar en la final a Alemania por 2:0.
- Copa de las Naciones de la OFC: Nueva Zelanda obtiene su tercer título.
- Liga de Campeones (Champions League): el Real Madrid gana la Liga de Campeones de la UEFA, el 15 de mayo.
- Copa Intercontinental: Real Madrid, campeón.
- Supercopa de Europa: Real Madrid, campeón.
- Copa Libertadores de América: Club Olimpia de Paraguay.
- Copa Sudamericana: San Lorenzo de Almagro, campeón, al derrotar al Atlético Nacional de Medellín por 4-0 en Colombia y 0-0 en Buenos Aires.
- Copa de la UEFA: el Feyenoord neerlandés gana la Copa de la UEFA.
- Liga española: Valencia CF, campeón.
- Supercopa de España de Fútbol: Deportivo de La Coruña, campeón.
- Copa del Rey: Deportivo de La Coruña, campeón.
- Liga Premier Inglesa: Arsenal FC, campeón.
- Campeonato de Primera División Argentina: Clausura: River Plate. Apertura: Independiente.
- Liga Italiana (Calcio): Juventus de Turín, campeón.
- Primera División de México: Club América, campeón de verano, Deportivo Toluca, campeón del Apertura.
- Erste Bundesliga: Borussia Dortmund, campeón.
- Campeonato Nacional de fútbol chileno: Universidad Católica campeón del Torneo Apertura y Colo-Colo del Torneo Clausura.
- Liga Colombiana:
  - Apertura: América de Cali.
  - Finalización: Medellín.
- Campeonato Ecuatoriano de Fútbol: Emelec, campeón.
- Liga Peruana: Sporting Cristal.
- Campeonato Uruguayo de Fútbol: Club Nacional de Football.
- Balón de Oro: el brasileño Ronaldo (Real Madrid), proclamado mejor futbolista del mundo del año, según la revista France Football.
- Primera División de Venezuela: Club Nacional Táchira.
- Andalucía: el 9 de mayo se funda el equipo de fútbol CD Úbeda Viva

### Fútbol Americano
- Super Bowl XXXVI: New England Patriots campeón

### Baloncesto
- NBA: Los Angeles Lakers, campeón.
- Euroliga: Panathinaikos griego, campeón.
- Liga ACB: Tau Cerámica Baskonia, campeón.
- LNB: ASVEL Lyon-Villeurbanne, campeón.

### Balonmano
- Copa de Europa de Balonmano: SC Magdeburg (Alemania), campeón.
- Recopa de Europa de Balonmano: Balonmano Ciudad Real (España), campeón.
- Copa EHF: THW Kiel, campeón.
- Liga ASOBAL(España): Portland San Antonio, campeón.

### Atletismo
- 14 de septiembre: Francia: el estadounidense Tim Montgomery entró en la historia del Atletismo al recorrer los 100 m de la final del Grand Prix disputada en París en 9,78 segundos, con lo que batió por una centésima el récord mundial que su compatriota Maurice Greene ostentaba desde 1999 con 9,79.

### Tenis
- Abierto de Australia: hombres: Thomas Johansson a Marat Safin. Mujeres: Jennifer Capriati a Martina Hingis.
- Roland Garros: hombres: Albert Costa a Juan Carlos Ferrero. Mujeres: Serena Williams a Venus Williams.
- Wimbledon: Hombres: Lleyton Hewitt a David Nalbandian. Mujeres: Serena Williams a Venus Williams.
- US Open: Hombres: Pete Sampras a Andre Agassi. Mujeres: Serena Williams a Venus Williams.
- Masters: Campeones Lleyton Hewitt (hombres) y Kim Clijsters (mujeres).
- Copa Davis: Rusia, campeona.
- Copa Federación: Eslovaquia, campeona.

### Golf
- Masters de Augusta: Tiger Woods, campeón.
- Abierto de Golf de Estados Unidos: Tiger Woods, campeón.
- Abierto Británico de Golf: Ernie Els, campeón.
- Campeonato de la PGA: Rich Beem, campeón.
- PGA Gran Slam de Golf: Tiger Woods, campeón.

### Automovilismo
- Fórmula 1: Michael Schumacher se corona como campeón del mundo de Fórmula 1.
- Campeonato del Mundo de Rallys: Marcus Grönholm, campeón.
- Rally París-Dakar: Hiroshi Masuoka (Japón), campeón.
- Nascar: Tony Stewart Se corona campeón De la Winston Cup.

### Motociclismo
- Campeonato del Mundo de Motociclismo:
  - MotoGP: Valentino Rossi, campeón.
  - 250 cc: Marco Melandri, campeón.
  - 125 cc: Arnaud Vincent, campeón.
- Rally París-Dakar: Fabrizio Meoni, campeón por segundo año consecutivo.

### Ciclismo
- Tour de Francia: Lance Armstrong gana su cuarto Tour de Francia consecutivo.
- Vuelta a España: Aitor González se proclama vencedor.
- Giro de Italia: Paolo Savoldelli, italiano, ganador.
- Campeonato del Mundo de ciclismo: Mario Cipollini (Italia), campeón.

### Rugby
- Campeón de la Liga el Moraleja Alcobendas Rugby Unión
- Campeón de la Copa del Rey el UCM Madrid 2012

### Rodeo
- Champion de Chile: Juan Carlos Loaiza y Eduardo Tamayo campeones.

### Otros deportes
- El FC Barcelona, campeón de la Copa de Europa de Hockey sobre patines.
- Campeonato central de rugby chileno: Universidad Católica campeón.
- La World Wrestling Federation se vuelve World Wrestling Entertainment y RAW y Smackdown se separan en dos marcas.

## Cine

### Estrenos
Todas las fechas pertenecen a los estrenos oficiales de sus países de origen, salvo que se indique lo contrario.
- 23 de febrero: La Felicidad de los Katakuri de Takashi Miike (estreno mundial).
- 28 de febrero: Spider de David Cronenberg.
- 7 de marzo: Ríos y mareas de Thomas Riedelsheimer.
- 15 de marzo:
  - Ice Age de Chris Wedge y Carlos Saldanha.
  - Resident Evil de Paul W. S. Anderson.
- 22 de marzo: Blade II de Guillermo del Toro.
- 29 de marzo: La Habitación del Pánico de David Fincher.
- 19 de abril:
  - El rey Escorpión de Chuck Russell.
  - My Big Fat Greek Wedding de Joel Zwick.
- 3 de mayo: El Hombre Araña de Sam Raimi.
- 16 de mayo:
  - Bowling for Columbine de Michael Moore.
  - Star Wars: Episodio II - El Ataque de los Clones de George Lucas.
- 24 de mayo:
  - El pianista de Roman Polanski (Festival de Cannes).
  - Insomnia de Christopher Nolan.
  - Spirit: El Corcel Indomable de Kelly Asbury y Lorna Cook.
- 14 de junio:
  - Scooby-Doo de Raja Gosnell.
  - The Bourne Identity de Doug Liman.
- 19 de junio: Samuráis de Giordano Gederlini.
- 21 de junio:
  - Lilo & Stitch de Chris Sanders y Dean DeBlois.
  - Minority Report de Steven Spielberg.
- 3 de julio:
  - Hombres de Negro II de Barry Sonnenfeld.
  - Las Chicas Superpoderosas: la película de Craig McCracken.
- 2 de agosto: Señales de M. Night Shyamalan.
- 7 de agosto: Mini Espías 2: La Isla de los Sueños Perdidos de Robert Rodriguez.
- 20 de agosto: El Secreto del Talismán de Peter Pau (fecha española).
- 21 de agosto:
  - Red Siren de Olivier Megaton.
  - Retratos de una obsesión de Mark Romanek
- 23 de agosto: S1m0ne de Andrew Niccol.
- 25 de septiembre: Corto Maltes: La película de Pascal Morelli.
- 18 de octubre: The Ring de Gore Verbinski.
- 25 de octubre:
  - Frida de Julie Taymor.
  - Ghost Ship de Steve Beck.
- 6 de noviembre: Femme Fatale de Brian De Palma.
- 14 de noviembre: Hero de Zhang Yimou (fecha española).
- 15 de noviembre:  Harry Potter y la Cámara Secreta de Chris Columbus.
- 20 de noviembre: 007: Die Another Day de Lee Tamahori.
- 22 de noviembre: The Quiet American de Phillip Noyce.
- 27 de noviembre: El Planeta del Tesoro de John Musker y Ron Clements.
- 29 de noviembre: Solaris de Steven Soderbergh.
- 6 de diciembre:
  - Adaptation (El ladrón de orquídeas) de Spike Jonze.
  - Equilibrium de Kurt Wimmer.
- 13 de diciembre:
  - A propósito de Schmidt  de Alexander Payne.
  - The Hot Chick (Este cuerpo no es mío) de Tom Brady.
- 18 de diciembre:  El Señor de los Anillos: Las Dos Torres de Peter Jackson (estreno mundial).
- 19 de diciembre:
  - 25th Hour de Spike Lee.
  - Antwone Fisher: el triunfo del espíritu de Denzel Washington.
- 20 de diciembre:
  - Gangs of New York de Martin Scorsese.
  - Two Weeks Notice, Amor a segunda vista en Hispanoamérica y Amor con preaviso en España, de Marc Lawrence.
- 22 de diciembre: Dragon Hill, la colina del dragón de Ángel Izquierdo.
- 25 de diciembre: Atrápame si Puedes de Steven Spielberg.
- 27 de diciembre:
  - Chicago de Rob Marshall.
  - Dolls de Takeshi Kitano
  - Las Horas de Stephen Daldry.
- Batman: Year One (cancelada) de Darren Aronofsky.

## Premio Nobel
- Física: Raymond Davis Jr., Masatoshi Koshiba y Riccardo Giacconi.[7]
- Química: Kurt Wüthrich, John B. Fenn y Kōichi Tanaka.[7]
- Medicina: Sydney Brenner, H. Robert Horvitz y John E. Sulston.[7]
- Literatura: Imre Kertész.[7]
- Paz: Jimmy Carter.[7]
- Economía: Daniel Kahneman y Vernon L. Smith.[7]

## Premios Príncipe de Asturias
- Artes: Woody Allen.[8]
- Ciencias Sociales: al sociólogo británico Anthony Giddens.[8]
- Comunicación y Humanidades: el poeta y ensayista alemán Hans Magnus Enzensberger.[8]
- Concordia: el músico israelí de origen argentino Daniel Barenboim y el escritor estadounidense de origen palestino Edward Said.[8]
- Cooperación Internacional: Comité Científico para la Investigación en la Antártida.[8]
- Deportes: selección brasileña de fútbol.[8]
- Investigación Científica y Técnica: Lawrence Roberts, Robert Kahn, Vinton Cerf y Tim Berners-Lee, padres de Internet.[8]
- Letras: Arthur Miller, escritor estadounidense.[8]

## Premio Cervantes
- José Jiménez Lozano